# Bouble (rzeka)
Bouble – rzeka we Francji, przepływająca przez tereny departamentów Puy-de-Dôme oraz Allier, o długości 65 km. Stanowi lewy dopływ rzeki Sioule.